# Доменная стенка (магнетизм)
Доме́нная сте́нка — граница между магнитными доменами с различным направлением намагниченности.

## Общие положения
Причиной образования магнитных доменных стенок является конкуренция между обменным взаимодействием и магнитной анизотропией, которые стремятся увеличить и уменьшить толщину стенки соответственно. Толщина доменной стенки оценивается по порядку величины как
{\displaystyle x_{0}={\sqrt {\frac {A}{K}}}=a{\sqrt {\frac {H_{E}}{H_{A}}}},}
где A — коэффициент неоднородного обменного взаимодействия, K — коэффициент магнитной анизотропии (здесь они записаны в таком виде, что плотность обменного взаимодействия и магнитной анизотропии зависят или от размерного вектора намагниченности, или от единичного вектора, сонаправленного ему), a — расстояние между магнитными атомами (типично около 0,5·10−7 см), {\displaystyle H_{E}} — обменное поле (также называемое молекулярным полем Вейса, порядка 107 Э), {\displaystyle H_{A}} — поле анизотропии. Таким образом, толщину доменной стенки можно оценить как величину, лежащую в интервале 10—100 нм.

## Виды доменных стенок

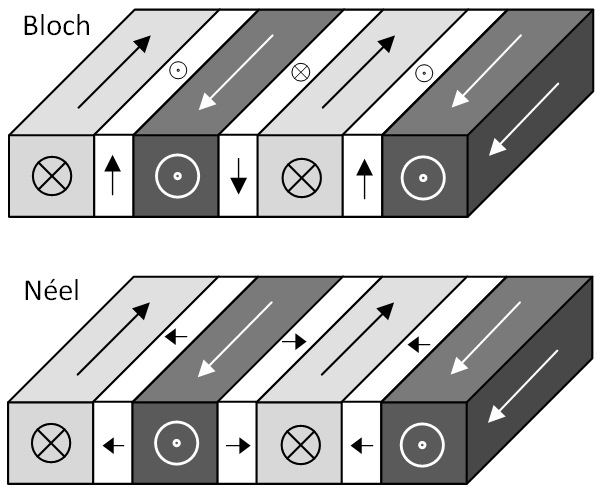
Доменные стенки Блоха (сверху) и Нееля (снизу) между доменами с противоположным направлением намагниченности (светло- и тёмно-серый цвета).

Классификация доменных стенок производится в зависимости от способа поворота вектора намагниченности внутри доменной стенки, а также от симметрии кристалла. К первому типу относятся доменные стенки типа Блоха и Нееля. Стенки второго типа имеют в названии указание угла, на который изменяется направление намагниченности в соседних доменах. Согласно второй классификации стенки Блоха и Нееля являются 180°-ми, то есть, соседние домены имеют антипараллельные векторы намагниченности.

### Стенка Блоха
Поворот вектора намагниченности при переходе между доменами может происходить различным образом. В случае, если плоскость доменной стенки содержит ось анизотропии, то намагниченность в доменах будет параллельна стенке. Ландау и Лифшицем был предложен механизм перехода между доменами, в котором вектор намагниченности проворачивается в плоскости стенки, меняя своё направление на противоположное. Стенка такого типа была названа блоховской, в честь Феликса Блоха, впервые исследовавшего движение доменных стенок.

### Стенка Нееля
Стенка Нееля отличается от блоховской стенки тем, что поворот намагниченности происходит не в её плоскости, а перпендикулярно ей. Обычно, её образование энергетически невыгодно. Стенки Нееля образуются в тонких магнитных плёнках толщиной порядка или менее 100 нм. Причиной этого является размагничивающее поле, чья величина обратно пропорциональна толщине плёнки. Вследствие этого намагниченность ориентируется в плоскости плёнки, и переход между доменами происходит внутри той же плоскости, то есть перпендикулярно самой стенке.

### Стенки с редуцированным углом

Образование четырёх 90°-ных доменов в образце квадратного сечения

В материалах с многоосной анизотропией встречаются доменные стенки, в которых угол поворота намагниченности меньше 180°. К этому же эффекту приводит приложение поля перпендикулярно легкой оси материала с одноосной анизотропией.

### Другие виды доменных стенок

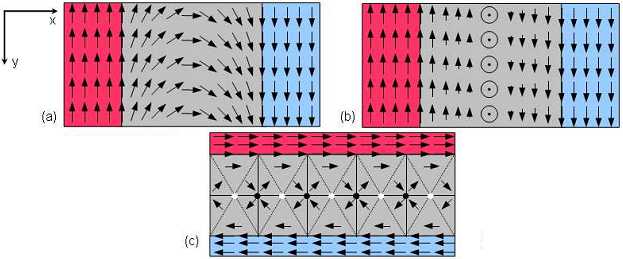
(а) Стенка Нееля. (б) Стенка Блоха. (c) Cross-tie стенка.

#### Цилиндрические доменные стенки
Форма образца может существенно влиять на форму магнитных доменов и границ между ними. В цилиндрических образцах возможно образование доменов цилиндрической формы, расположенных радиально симметрично. Стенки между ними также называют цилиндрическими.

## Теоретическое описание 180-градусной доменной стенки
В ферромагнетике, характеризующимся константой {\displaystyle A} обменного взаимодействия и константой {\displaystyle k} одноосной магнитной анизотропии (ось легкого намагничивания считаем направленной перпендикулярно поверхности образца), одномерная 180-градусная доменная граница может быть описана аналитически. Как уже было отмечено, структура доменной стенки определяется конкуренцией магнитной анизотропии и обменного взаимодействия. Объёмные плотности энергии обменного взаимодействия и энергии магнитной анизотропии вводятся следующим образом (для кубического кристалла):
{\displaystyle w_{e}=A((\nabla m_{x})^{2}+(\nabla m_{y})^{2}+(\nabla m_{z})^{2})\,;}
{\displaystyle w_{a}=k\sin ^{2}(\alpha )\,,}
где {\displaystyle m_{x},m_{y},m_{z}} — компоненты нормированного на единицу вектора намагниченности {\displaystyle {\bf {m}}}, {\displaystyle \alpha } — угол между вектором намагниченности и осью легкого намагничивания.
Для того, чтобы описать доменную стенку Нееля следует также ввести объемную плотность магнитостатической энергии {\displaystyle w_{M}}. Пусть ось {\displaystyle y} декартовой системы координат направлена перпендикулярно плоскости доменной границы, тогда {\displaystyle w_{M}=2\pi M_{y}^{2}}, где {\displaystyle M_{y}} — нормальная компонента ненормированного вектора намагниченности к плоскости доменной границы. Поскольку модуль вектора намагниченности в рамках микромагнитной теории считается постоянным, то независимыми компонентами этого вектора являются две из трех. Поэтому удобно перейти к представлению компонент вектора намагниченности через углы сферической системы координат:
{\displaystyle m_{x}=\sin(\theta )\cos(\phi )\,;}
{\displaystyle m_{y}=\sin(\theta )\sin(\phi )\,;}
{\displaystyle m_{x}=\cos(\theta )\,,}
где {\displaystyle \theta ,\phi } — полярный и азимутальный углы соответственно. Для того, чтобы компоненты вектора намагниченности были гладкими функциями {\displaystyle y}, необходимо, чтобы {\displaystyle \theta ,\phi } сами по себе были гладкими функциями {\displaystyle y}. Таким образом, мы предполагаем, что основная информация о структуре доменной стенки содержится в зависимостях {\displaystyle \theta (y),\phi (y)}.
В случае одномерной доменной границы, плоскость которой перпендикулярна оси {\displaystyle y}, объемная плотность энергии выглядит следующим образом:
{\displaystyle w=w_{e}+w_{a}+w_{M}=A\left(\left({\frac {d\theta }{dy}}\right)^{2}+\sin ^{2}(\theta )\left({\frac {d\phi }{dy}}\right)^{2}\right)+k\sin ^{2}(\theta )+2\pi M^{2}\sin ^{2}(\theta )\sin ^{2}(\phi )\,.}
Далее будем считать {\displaystyle \phi } постоянным относительно {\displaystyle y}. В таком случае:
{\displaystyle w=A\left({\frac {d\theta }{dy}}\right)^{2}+k\sin ^{2}(\theta )+2\pi M^{2}\sin ^{2}(\theta )\sin ^{2}(\phi )\,.}
Поскольку полная энергия ферромагнетика задается через интеграл от {\displaystyle w} по объёму этого ферромагнетика (то есть, через некоторый функционал, зависящий от {\displaystyle \theta (y),\phi (y)}), разумно использовать уравнения Эйлера — Лагранжа как уравнения, описывающие такие функции {\displaystyle \theta (y),\phi (y)}, на которых реализуется минимум полной энергии ферромагнетика. Для указанной плотности энергии {\displaystyle w} уравнение Эйлера — Лагранжа имеет вид:
{\displaystyle {\frac {d^{2}\theta }{du^{2}}}=\sin(\theta )\cos(\theta )\,,}
где {\displaystyle u=y/\Delta ,\Delta ^{2}=A/(k+2\pi M^{2}\sin ^{2}(\phi ))}. Данное уравнение является нелинейным, поиск его решений является довольно трудной задачей. Поэтому воспользуемся другим путем. Отнесемся к {\displaystyle w(y)} как к функции Лагранжа, не зависящей от переменной интегрирования (в данном случае {\displaystyle y}). Поскольку функция Лагранжа не зависит явно от {\displaystyle y}, то интегралом движения является обобщенная энергия {\displaystyle E}:
{\displaystyle E=\left({\frac {d\theta }{du}}\right)^{2}+\sin ^{2}(\theta )\,.}
Поскольку интерес представляет переход от одного домена к другому, локализованный на малых по сравнению с размером домена масштабах, константу {\displaystyle E} можно положить равной нулю. Действительно, мы предполагаем выполнение следующих условий:
{\displaystyle y\to \infty :\theta \to (0,\pi ),{\frac {d\theta }{du}}\to 0\,;}
{\displaystyle y\to -\infty :\theta \to (\pi ,0),{\frac {d\theta }{du}}\to 0\,.}
Таким образом, можно записать уравнение первой степени относительно {\displaystyle \theta }:
{\displaystyle {\frac {d\theta }{\sin(\theta )}}=\pm du\,.}.
Решение этого уравнения имеет вид:
{\displaystyle \theta (y)=\pm 2\arctan \left(\exp \left({\frac {\pm (y-y_{0})}{\Delta }}\right)\right)\,.}
Конкретный выбор знаков зависит от выбора граничных условий.
Из приведенной зависимости {\displaystyle \theta (y)} видно, что {\displaystyle \Delta ={\sqrt {A/(k+2\pi M^{2}\sin ^{2}(\phi ))}}} играет роль ширины доменной границы, и что ширина доменной стенки Нееля ({\displaystyle \phi =\pi /2}) меньше, чем ширина доменной стенки Блоха ({\displaystyle \phi =0}).